# 高橋宏
高橋 宏（たかはし ひろし、1933年12月21日 - 2021年6月25日）は、日本の実業家。日本郵船副社長、郵船航空サービス社長、公立大学法人首都大学東京理事長、特定非営利活動法人一橋総合研究所理事長等を歴任。

## 人物
新潟県新発田市出身。1952年新潟県立新発田高等学校卒業。1956年一橋大学商学部卒業、日本郵船入社。大学では太田可夫ゼミ（哲学）と山城章ゼミ（経営学）に参加。体育会柔道部や、禅サークル「如意団」に所属。大学時代から豪快なキャラクターで、日本郵船では「暴れん坊」として知られ「ダーティハリー」のあだ名を持つ。名刺には「HIROSHI(HARRY)TAKAHASHI」と印字されている。大学同期の石原慎太郎、高原須美子、鳥海巌と親しく、4家族で毎年旅行にいく仲であった。如意団後輩の横山進一や柔道部先輩の奥田碩とも親しい。
1963年ニューヨーク支店勤務、1971年ロッテルダム駐在、1973年デュッセルドルフ駐在、1975年北米課長、1983年営業第一部長を歴任後、85年日本郵船取締役、88年常務取締役、90年代表取締役専務、93年代表取締役副社長を経て、95年郵船航空サービス代表取締役副社長、96年代表取締役社長。2001年代表取締役会長、2003年取締役相談役、2004年取締役退任。
社団法人如水会副理事長なども務めた。2000年には全国犯罪被害者の会を支援するため石原慎太郎、奥田碩らが設立した「犯罪被害者の会を支援するフォーラム」の事務局長に就任。
2004年に公立大学法人首都大学東京経営準備室長、2005年に設立された公立大学法人首都大学東京の初代理事長に就任（2013年3月末で退任）。奥田碩、山口信夫、上原英治、江頭邦雄らを誘い、首都大学東京を支援する「the Tokyo U-club」を組織。大学で初めて任期制・年俸制を導入。また図書館の一般開放範囲を広め、一般利用、貸し出し可能とした。
この間、東京都港湾審議会会長も務めた。2013年に理事長退任後は、石原知事から東京港埠頭代表取締役社長に就くよう要請を受けたが、年齢を理由に固辞した。その後一旦引き受け内定を得たものの、のちに辞退した。
2019年、旭日中綬章受章。
2021年6月25日、死去。87歳没。
血液型はAB型。一男一女。

## 受賞
- 藍綬褒章（1996年）

## 著書
- （鈴木秀郎）『コンテナ時代― 拡がりゆく新輸送システム』（日本経済新聞出版社［日経新書］、1970年）
- （涛川栄太、中村哲、鈴木壮治）『「日本浮上」プロジェクト―首都圏スーパー新空港が国を救う』（ブックハウスジャパン、2001年）
- 『喧嘩の作法― アメリカが怖れた男の交渉術』（講談社、2015年）